# 외부 (대한제국)
외부(外部) 또는 외무 아문은 대한제국의 외교 사무를 담당한 관청으로, 조선왕조의 예조 청사가 담당하던 사무 가운데 외교 업무를 승계하였다. 일반적인 외교 업무 이외에 외국에 있는 본국 상사(商事)의 보호에 관한 사무, 국내 외국인에 대한 감리(監理) 사무를 관리하였으며, 외교관(外交官)과 각국의 영사관(領事官)을 감독하였다.

## 연혁
- 1894년(고종 31년) 6월 28일, 통리교섭통상사무아문(외아문) 관청과 예조(禮曹) 일부를 통합하여 외무아문(外務衙門)으로 개편[1]
- 1895년(고종 32년) 4월 1일, 외무아문을 외부(外部)로 개편
- 1906년(고종 43년) 1월 17일, 외부 폐지 : 의정부 외사국(外事局)으로 축소 개편

## 청사
외부 청사는 기존의 이조(吏曹) 청사 자리에 있었다. 현재 주소 체계로는 서울특별시 종로구 세종로 82-1번지의 대한민국 역사박물관 부지이다.

## 산하 부서
외부에 대신 관방(총무국 역할), 교섭국(1등국), 통상국(2등국)을 두었다.

### 대신 관방
1. 조약서 보관에 관한 사항이다.
2. 문서 번역에 관한 사항이다.
3. 본부(本部)에서 관리하는 경비 및 각종 수입의 예산 결산과 회계에 관한 사항이다.
4. 본 부에서 관할하는 관청 소유의 재산 및 물품의 관리와 그 장부의 작성에 관한 사항이다.

### 교섭국
교섭국에서는 외교에 관한 사무를 맡는다

### 통상국
통상국에서는 통상, 항해에 관한 사무를 맡는다.

## 관제
| 관직명   | 정원     |
| -------- | -------- |
| 외부대신 | 1인      |
| 외부협판 | 1인      |
| 외부참의 | 1인      |
| 참서관   | 3~4인    |
| 번역관   | 3인 이하 |
| 번역관보 | 3인 이하 |
| 주사     | 12인     |

번역관은 주임관으로서 문서 번역에 종사하며, 번역관보는 판임관으로서 번역관의 업무를 돕는다.